# جوشوا أنجريست
جوشوا أنجريست(مواليد 18 سبتمبر 1960) هو اقتصادي أمريكي إسرائيلي فاز بجائزة نوبل في العلوم الاقتصادية في 2021.